# Nasoona
Nasoona is een geslacht van spinnen uit de familie hangmatspinnen (Linyphiidae).

## Soorten
De volgende soorten zijn bij het geslacht ingedeeld:
- Nasoona chrysanthusi Locket, 1982
- Nasoona coronata (Simon, 1894)
- Nasoona crucifera (Thorell, 1895)
- Nasoona locketi Millidge, 1995
- Nasoona nigromaculata Gao, Fei & Xing, 1996
- Nasoona prominula Locket, 1982
- Nasoona silvestris Millidge, 1995